# تپه سلیمانیه
تپه سلیمانیه مربوط به سده‌های اولیه دوران‌های تاریخی پس از اسلام است و در شهرستان زهک، بخش جزینک، دهستان خمک، ۲۰۰ متری شمالشرق روستای حاجی غلامحسین واقع شده و این اثر در تاریخ ۲۲ آبان ۱۳۸۶ با شمارهٔ ثبت ۱۹۹۶۸ به‌عنوان یکی از آثار ملی ایران به ثبت رسیده است.